# Ophiacodon
Genre
Ophiacodon (qui signifie « dent de serpent ») est un genre éteint de synapsides appartenant à la famille des Ophiacodontidae qui vivaient du Carbonifère supérieur au Permien précoce en Amérique du Nord et en Europe. Le genre a été nommé avec son espèce type Ophiacodon mirus par le paléontologue Othniel Charles Marsh en 1878 et comprend actuellement cinq autres espèces. En tant que membre des Ophiacodontidae, Ophiacodon est l'un des synapsides les plus basaux et est proche de la ligne évolutionnaire menant aux mammifères.